# Clube Atlético Linense
El Clube Atlético Linense és un club esportiu brasiler, destacant a futbol de la ciutat de Lins, a l'estat de São Paulo. Els seus color són vermell i blanc.

## Història
El Linense va ser fundat en 1927 amb el nom de Assosiação Esportiva e Recreativa Linense, però en 1930, el club va canviar el seu nom pel Clube Atlético Linense s'estableix el vermell i blanc com els seus colors. El 1947, professionalitzat el seu departament de futbol després d'acord amb el FPF. El 1953, guanya el primer títol, després de guanyar la final contra la Ferroviária en la segona divisió del campionat paulista. El 1977, guanya la tercer divisió paulista. L'any 2008, el elefant disputa la tercer divisió brasiler, més s'elimina en el partit contra el Ituano després de perdre 3-2. El club va revelar Leivinha, que va ser ídol al Palmeiras, Portuguesa, Atlético de Madrid i de la selecció brasilera. Actualment disputeix el Campionat paulista.

## Estadi
El Linense juga a l'Estadi Gilbertão, amb capacitat a 15.000 espectadors.

## Palmarés
- 2 Campionat paulista Sèrie A-2: 1952, 2010
- 1 Campionat paulista Sèrie A-3: 1977
- 1 Copa FPF: 2015